# 私たちがらじお女子です!
「私たちがらじお女子です!」（わたしたちがラジオじょしです）は、CBCラジオが制作しているラジオ番組及び音声配信コンテンツである。

## 概要
- CBCラジオがプロデュースするガールズユニット・らじお女子のオリジナルコンテンツの一つとして、ラジオクラウドで配信を始めた。その後、CBCラジオでの地上波番組も始まっている。
- オープニング・エンディングのBGMは「ゆるよる」を除き、「らじお女子のうた」。
- その回限りしか流さない、ぶっつけ本番でのアドリブジングルが番組中に数回流れる。

## ラジオクラウド版
- 第1回配信は2018年5月22日であった。以後、後述する地上波放送の再配信分も含め現在まで100本以上のエピソードが公開されている。
- 出演メンバーは基本的に不定である。コロナ禍やCBC第1スタジオ改修の前に定期公演が行われていた頃は、公演終了後にその回の出演メンバーが参加して収録することが多かった。
- らじお女子のオリジナル楽曲がそのまま収録されている。CD化されたものはもちろん、ライブ音源も数多く取り上げられてきた。
- 「オタメシ」放送時は本放送の一部に本番後のアフタートークを加えたものを1本のエピソードとして配信した。
- 第93回 - 第96回は無観客配信で行われたライブのアーカイブ映像を見ながらメンバーが語り合う副音声形式での収録が試みられた。
  - 後に地上波版でYouTube「らじお女子ちゃんねる」を見ながらトークする企画も放送された（後述）。
- 「うしみつドキドキ!」がスタートしてからは、地上波での放送直後にラジオクラウドでも同じものがアップロードされるようになった。なおエピソードの番号は通算してカウントされている。
  - 第99回配信分は地上波うしみつドキドキ!での第3回の再配信であるが、諸事情で収録できなかった本放送での永岡歩出演部分をカットした代わりに、次回の予告CM収録部分などのアフタートークが加えられた。
  - 2022年1月13日放送分まではradikoタイムフリーの配信期間を過ぎてからアップロードされていた。また各エピソードの日付を以前はアップロードした日付としていたが、地上波での放送日時に改められた。
- 地上波版の終了後は当番組の新作もしばらく配信されていなかったが、2022年6月25日に行われた上田ちひろの卒業公演の模様が通算第149回の配信としてアップされた。

## 地上波放送版
オタメシとゆるよるではらじお女子以外の楽曲も選曲された。
- 2022年3月24日の「うしみつドキドキ!～」最終回を以て当番組の地上波での放送は終了し、新番組『らじお女子の「ラジオに恋して」』へ移行する。

### オタメシ
2020年4月30日から5月28日までの全5回放送。詳しくはオタメシの項を参照。

### ゆるよる
2020年11月12日から2021年3月18日までの全17回放送で、唯一の生放送であった。詳しくはゆるよるの項を参照。

### うしみつドキドキ!
2021年4月1日スタート。らじお女子の事をもっともっと知ってもらうべく、毎回様々な企画に挑戦する。
- 企画のほか、毎週テーマを決めてメッセージを募集する。
  - 2021年10月よりテーマ投稿は1か月通しでの募集に変更。
- 毎週、最新回の出演者による次回の予告CMを収録。次回の出演メンバーへ向けて、やってほしいことを呼び掛ける。
  - 番組放送前の推シマシ内では、当日出演者が登場しここでしか流さない予告CMを放送している。
- radikoタイムフリー配信期間終了後にラジオクラウドで過去回を配信する。基本的にはオリジナル楽曲を含めた放送全編が配信されている。

#### 出演メンバー
リーダー・小松吏穂が進行役でレギュラー出演し、週替わりでらじお女子メンバーがゲスト出演する。
- 第6回・第7回は6期生紹介企画で、小松とらじお女子TeamFM担任の工作太朗（当時）が２人で進行した。また、第19回・第31回・第38回・第49回は他のメンバーが登場せず小松と太廊の2人のみが出演した。
  - 第39回と第40回は2021年12月19日に東別院ホールで行われたらじお女子・stellaθ合同公演の終演後に会場内の会議室で収録され、初出演となる笠原・白﨑を含めたメンバー8名（第40回は6名）と当日MCを務めた太廊が出演した。
  - 第42回は初めて卒業メンバーからゲストに杉浦沙映が出演。
  - 第47回・第48回はYouTube番組『らじお女子ちゃんねる』の撮影と並行して収録した関係で小松が欠席し、南波星那が進行役を務めた。
- 第27回放送分から、「ゆるよる」にレギュラー出演していた太廊がアシスタントとして”復帰”。
- 第51回は2022年3月19日に定期公演が行われた中川文化小劇場で収録。当日のライブの模様の抜粋、舞台上で行われた企画と楽屋裏でのトークを放送した。

| 放送日       | 放送日          | ゲストメンバー                                                              | 企画                                                                      |
| ------------ | --------------- | --------------------------------------------------------------------------- | ------------------------------------------------------------------------- |
| 2021年4月1日 | 第1回           | 太田あかり                                                                  | あいうえお作文でらじお女子紹介                                            |
| 8日          | 第2回           | 上田ちひろ                                                                  | 早口言葉対決                                                              |
| 15日         | 第3回           | 渡辺みさき                                                                  | 渡辺みさき生誕祭ハイライト                                                |
| 22日         | 第4回           | おうやゆか                                                                  | 体内時計対決                                                              |
| 29日         | 第5回           | 上田ちひろ                                                                  | 上田ちひろあざかわセリフチャレンジ                                        |
| 5月6日       | 第6回           | 工作太朗/水野楓奈                                                           | 新メンバーに10の質問                                                      |
| 13日         | 第7回           | 工作太朗/桜庭彩音                                                           | 新メンバーに10の質問                                                      |
| 20日         | 第8回           | 上田ちひろ                                                                  | 録り直しはもうイヤだ！トーク力アップチャレンジ                            |
| 27日         | 第9回           | 上田ちひろ                                                                  | せっかくだから２人の息が合うか検証してみよう                              |
| 6月3日       | 第10回          | 上田ちひろ                                                                  | 5周年に向けて運気を上げよう!どっちの方が運が良いかチャレンジ              |
| 10日         | 第11回          | 太田あかり・渡辺みさき                                                      | 2人の考えていることを当てちゃおう!アナログアキネイター                    |
| 17日         | 第12回          | 渡辺みさき・上田ちひろ                                                      | 大好きなあの人にプレゼント!胸キュンフレーズ対決ほか                       |
| 24日         | 第13回          | 水野楓奈                                                                    | 今日はアイドルじゃなくオタクの気持ちを声に出してみよう                    |
| 7月1日       | 第14回          | 渡辺みさき                                                                  | 渡辺みさきツンデレ棒読み祭り                                              |
| 8日          | 第15回          | 太田あかり・桜庭彩音                                                        | あかりのアナログアキネイターリベンジ                                      |
| 15日         | 第16回          | おうやゆか                                                                  | 私たちの大声ダイヤモンド                                                  |
| 22日         | 第17回          | 水野楓奈                                                                    | 水野楓奈初めての夏まつり思い出ベスト3                                     |
| 29日         | 第18回          | 水野楓奈                                                                    | 水野楓奈ってどんなふうな子？                                              |
| 8月5日       | 第19回          | 工作太朗                                                                    | 工作先生と小松吏穂ちゃんと二者面談!                                       |
| 12日         | 第20回          | 渡辺みさき                                                                  | 渡辺みさきツンデレセリフ祭りファイナル                                    |
| 19日         | 第21回          | 水野楓奈                                                                    | いろーんな語尾でいろーんなトーク                                          |
| 26日         | 第22回          | 水野楓奈・桜庭彩音・板野日菜詩                                              | 日菜詩ちゃんの事をもっと知って6期生の仲を深めよう                         |
| 9月9日       | 第23回          | おうやゆか・水野楓奈                                                        | 推しグループディベート対決                                                |
| 16日         | 第24回          | 南波星那                                                                    | 妄想コンカフェイメージトレーニング                                        |
| 23日         | 第25回          | 太田あかり                                                                  | 帰ってきたアナログアキネイター                                            |
| 30日         | 第26回          | 太田あかり                                                                  | あっちゃんの「特技は勉強!」第1回『慣用句を学ぼう』                        |
| 10月7日      | 第27回          | 上田ちひろ                                                                  | 想像レポート対決                                                          |
| 14日         | 第28回          | 太田あかり                                                                  | あっちゃんの「特技は勉強!」第2回『一般常識』                              |
| 21日         | 第29回          | 板野日菜詩                                                                  | 日菜詩のほめほめ大作戦                                                    |
| 28日         | 第30回          | 太田あかり                                                                  | あっちゃんの「特技は勉強!」第3回『算数』                                  |
| 11月4日      | 第31回          | （ゲストメンバー出演なし）                                                  | りーちゃんサイコロトーク                                                  |
| 11日         | 第32回          | （ゲストメンバー出演なし）                                                  | りーちゃんサイコロトークⅡ                                                 |
| 18日         | 第33回          | 上田ちひろ・板野日菜詩                                                      | 小松＆上田のケンカドッキリ                                                |
| 25日         | 第34回          | 上田ちひろ/板野日菜詩                                                       | 昆虫食クイズ                                                              |
| 12月2日      | 第35回          | 桜庭彩音                                                                    | らじお女子がはぁって言うゲームやってみた！                                |
| 9日          | 第36回          | 南波星那                                                                    | らじお女子がはぁって言うゲームやってみたⅡ                                 |
| 16日         | 第37回          | ゲスト・sayu（らじお女子振付師）                                            | らじお女子○○-1会議                                                        |
| 23日         | 第38回          | （ゲストメンバー出演なし）                                                  | メール紹介スペシャル                                                      |
| 30日         | 第39回          | おうやゆか・太田あかり・笠原ひかり 南波星那・白﨑あや・桜庭彩音・水野楓奈   | らじお女子2021年大反省会                                                  |
| 2022年1月6日 | 第40回          | おうやゆか・太田あかり・南波星那 桜庭彩音・水野楓奈                         | らじお女子一般常識クイズ大会                                              |
| 13日         | 第41回          | 南波星那・水野楓奈                                                          | 小松吏穂-1グランプリ                                                      |
| 20日         | 第42回          | 杉浦沙映（元リーダー）                                                      | 今だから話せるらじお女子時代の思い出                                      |
| 27日         | 第43回          | おうやゆか・太田あかり・水野楓奈                                            | らじお女子ちゃんねる#20を見ながらトーク                                   |
| 2月3日       | 第44回          | おうやゆか・太田あかり・水野楓奈                                            | らじお女子ちゃんねる#19を見ながらトーク                                   |
| 10日         | 第45回          | 水野楓奈/小菅玲菜                                                           | 新メンバーに10の質問                                                      |
| 17日         | 第46回          | 水野楓奈                                                                    | 水野楓奈の7期生インタビュー/初心に帰って新人のつもりで自己紹介            |
| 24日         | 第47回          | 南波星那/おうやゆか・太田あかり                                             | あっちゃんの「特技は勉強!」第4回『簿記』                                  |
| 3月3日       | 第48回          | 南波星那/笠原ひかり・白川紗彩                                               | 紗彩と2ショットトーク                                                     |
| 10日         | 第49回          | （ゲストメンバー出演なし）                                                  | 2人で他のらじお女子メンバーについて語り尽くそう                           |
| 17日         | 第50回          | （ゲストメンバー出演なし）                                                  | 2人で他のらじお女子メンバーについて語り尽くそう(2)                        |
| 24日         | 第51回 (最終回) | おうやゆか・太田あかり・南波星那・ 水野楓奈・板野日菜詩・小菅玲菜・白川紗彩 | ライブスペシャル/ あっちゃんの「特技は勉強!」ファイナル『らじお女子』問題 |

- 第33回、第39回、第40回は収録の模様がYouTubeのらじお女子公式チャンネルにアップされている。
- 第43回・44回はYouTube番組『らじお女子ちゃんねる』を本番中に見ながら副音声風に語らう企画で、事前収録ではあるがリスナーにリアルタイムでの同時視聴を呼び掛けた

## 特別企画

### 私たちがらじお女子です!ホントは24時間配信やれって言われたけど、4周年だから4時間で許してね♡SP
- 2021年6月3日にらじお女子結成4周年を記念してYouTubeのらじお女子公式チャンネルで18:00過ぎ～22:00過ぎに生配信。CBCラジオEスタジオから、映像付きのラジオ番組形式で配信された。
- スタジオのMCは小松、太田（以上全編）、渡辺（前半）、おうや（後半）。TeamAM担任の酒井直斗と同じくＦＭ担任の工作太朗、振付担当のsayuもゲストで登場したほか、後半には休業中の南波星那もサプライズ出演した。
- 生電話コーナー - 卒業メンバーやコロナ禍の影響でスタジオに来られないメンバーと電話をつないだ。出演は卒業メンバーではもえ、吉川優香、大塚南、岡﨑遥。現役からは笠原ひかり、白﨑あや。
- らじお女子トリビアクイズ - 賞品をかけて、メンバーも知らないらじお女子の些末な知識を問うクイズにスタジオ出演者が挑戦する。
- 番組終盤では新曲「18ライチティー」を初披露した。

### らじお女子5周年記念特別番組・私たちがらじお女子です!5時間生配信
- 2022年5月30日に、地上波番組「ラジオに恋して」が特別番組放送で休止となるのに合わせて、休業中の太田を除き全メンバーが出演して前年同様YouTube公式チャンネルで17:00過ぎ～22:00過ぎに配信された。
  - 同じく休業中の上田も出演し、休業中ながら先日イメージカラーがラベンダーに決まったことを明かす一幕もあった。
- 18時台はグループの”生みの親”永岡歩、20時台には元メンバーの杉浦沙映・松尾葵姫、中盤以降は太廊が出演。
- 「らじお女子楽曲総選挙」 - リスナーかららじお女子の好きな楽曲を1曲投票してもらうというもので、1位は「beautiful」であった。
- 第2回「らじお女子お買い物上手選手権」 - 「ラジオに恋する80分前」で行った中継企画の第2弾。